# Jazygen
Die Jazygen, auch Jazygier, (altgriechisch Ἰάζυγες, lateinisch Iazyges) waren ein Stamm der iranischen Sarmaten (altgriechisch Σαρμάται), eines antiken Volks von Reiterkriegern, das besonders in den älteren Quellen auch unter dem Namen Sauromaten (altgriechisch ἔθνεα Σαυροματάων) angeführt wird.

## Herkunft
Die ursprüngliche Heimat der Sarmaten – Sarmatien – waren die nordkaspischen Steppen an der Wolga, das Gebiet südlich des Urals sowie der Westteil des heutigen Kasachstan. Wie archäologische Funde zeigen, verließen die Sarmaten im Laufe des 6. Jahrhunderts v. Chr. ihre Heimat. Im 5. Jahrhundert v. Chr. berichtet der griechische Geschichtsschreiber Herodot über das Territorium der Sauromaten östlich der Tanaïs (Don). Dieser Fluss galt in der Antike als Demarkationslinie zwischen Europa und Asien. Herodot berichtet auch vom mythischen Ursprung der Sauromaten, die aus den Beziehungen von skythischen Jünglingen mit Amazonen entstammen sollen und auf den Steppen am Asowschen Meer zu Hause waren. Ab dem 4. Jahrhundert v. Chr. lokalisieren antike Autoren die Sarmaten bereits westlich des Don. Eine erste Nennung von Sarmatien und des Stammesnamens Sarmaten ist aus Schriften des Heraklit von Pontos (390–310 v. Chr.) bekannt. Der Geschichtsschreiber Diodor von Sizilien berichtet im 1. Jahrhundert v. Chr. von einer iranischen Herkunft der Sauromaten. Dies erwähnt auch der Römer Plinius der Ältere. Derselbe sowie Pomponius Mela berichten im 1. Jahrhundert n. Chr. weiter, dass die Sarmaten ein Volk sind, das aus mehreren Stämmen besteht, die eigene Namen tragen. Plinius nennt auch einen anderen Namen für die Sauromaten: Serboi.
Die Jazygen waren möglicherweise auf Druck der Goten, Aorsen und Alanen ähnlich wie die nachfolgenden sarmatischen Roxolanen nach Westen gezogen und noch vor der Mitte des 1. Jahrhunderts n. Chr. im östlichen Pannonischen Becken ansässig geworden.
Auf ihrem Zug nach Westen waren die Jazygen zunächst in die östlichen dakischen Gebiete vorgedrungen. Teile ihres Stammes blieben eine Zeitlang östlich der Karpaten und zogen dann in westliche Richtung weiter. Ihre Route folgte dem Dnjestr nach Norden und Nordwesten. Anschließend umgingen sie im Norden die Gebirgszüge der Karpaten und richteten sich zwischen dem östlichen und nördlichen Donauufer entlang der Grenze zur römischen Provinz Pannonien ein. Ihr Siedlungsgebiet reichte nach Osten über die Theiß in die Ungarischen Tiefebene. Sie entwickelten rasch sehr gute Beziehungen zu den nordwestlich lebenden germanischen Quaden, die jahrhundertelang hielten. Der Stamm der Roxolanen siedelte in der Walachei, an der Nordgrenze der Provinz Mösien und später auch im Banater Raum.

## Die Jazygen in der Pannonischen Tiefebene

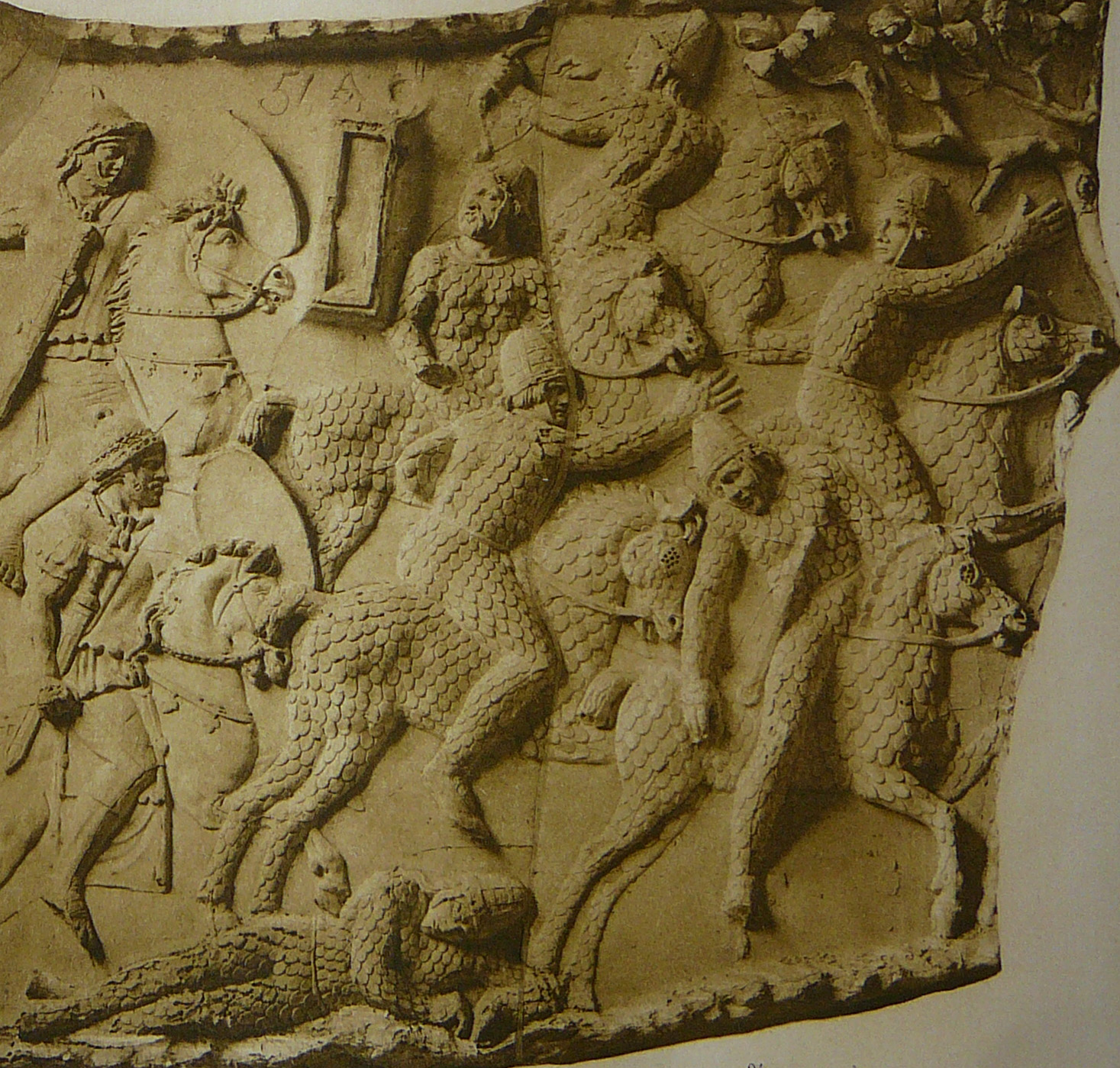
Sarmatische Panzerreiter fliehen vor römischer Kavallerie, Abbildung an der Trajanssäule, Rom.

Die Römer waren im angehenden 1. Jahrhundert n. Chr. um Sicherungsmaßnahmen gegen das als potentiellen Gegner angesehene Dakien bemüht und förderten um 20 n. Chr. die Ansiedlung der einwandernden sarmatischen Reiterkrieger der Jazygen im östlich und nördlich der Donau liegenden Barbaricum des Pannonischen Beckens. Sie hofften, mit den Jazygen einen Bundesgenossen zu gewinnen, der dakische Angriffe von der Ostflanke der römischen Provinz Pannonien im Vorfeld abwehren würde.

### Quadische Machtfrage
Erste Bedeutung als militärische Macht erlangten die Jazygen während der Regierungszeit des von Rom eingesetzten germanischen Quaden-Königs Vannius (19–50). In dieser Zeit wurden auch die jahrhundertelangen guten Beziehungen zwischen den beiden Volksgruppen geknüpft. Vannius hatte es geschafft, zum König aller Quaden aufzusteigen und konnte seine Herrschaft auch über die Jazygen ausdehnen, wie der Geschichtsschreiber Tacitus berichtete. Kaiser Claudius (41–54 n. Chr.) wurde der erfolgreiche König letztendlich zu mächtig und so leiteten die Römer einen Umsturz ein, indem sie die beiden Neffen des Vannius, Vangio und Sido, als seine Nachfolger einsetzten. Vannius, der Claudius mehrfach erfolglos um Hilfe bat, verschanzte sich mit seinen Kriegern und den verbündeten Jazygen hinter Fluchtburgen, doch die Jazygen forderten eine offene Feldschlacht gegen die beiden Brüder und deren Verbündete. Diese endete mit einem Debakel für Vannius, der auf der Flucht den Römern in die Arme fiel. Unter Kaiser Vespasian (69–79) gehörten Vangio und Sido zu dessen treuen Bundesgenossen und kämpften im Jahr 69 mit einer Auswahl ihrer besten Krieger gemeinsam mit den Jazygen während der Zweiten Schlacht von Cremona in der vordersten Linie.

### Dakische Grenzstreitigkeiten
Der mit den Roxolanen verbündete dakische König Decebalus (ca. 85–105 n. Chr.) konnte den Jazygen Teile ihrer östlichen Gebiete im Pannonischen Becken entreißen, was zu anhaltenden Spannungen um diese Ländereien führte. Als Kaiser Domitian (81–96) die verbündeten Jazygen, Quaden und Markomannen zur Waffenhilfe gegen die im Winter 88/89 in der Provinz Mösien eingefallenen Daker aufrief, verweigerten sie ihre Gefolgstreue, weshalb Domitian eine Strafexpedition gegen die Markomannen ansetzen ließ, die jedoch katastrophal scheiterte. Erst nach den für Rom verlustreichen Dakerfeldzügen und dem anschließenden kompromittierenden Friedensschluss mit Decebalus wurde für den Herbst 89 eine erneute Strafexpedition gegen alle drei treulosen Stämme entsandt, doch musste sie ergebnislos abgebrochen werden. Um seine ehemaligen Verbündeten doch noch zu schwächen, stellte sich Domitian 92/93 während der Grenzkonflikte zwischen Markomannen, Quaden und den ostgermanischen Lugiern auf die Seite der Lugier. Daraufhin verbündeten sich die beiden Germanenstämme erneut mit den Jazygen und griffen Pannonien von Norden und Westen an. In Brigetio gelang es dabei den Jazygen, die Legio XXI Rapax zu vernichten. Noch im Jahr 92 gelang es dem herbeigeeilten Domitian jedoch, den Stamm zu besiegen.
Nach der Teilung der Provinz Pannonien in Pannonia superior (Oberpannonien) und Pannonia inferior (Niederpannonien) musste der erste niederpannonische Statthalter und spätere Kaiser Hadrian (117–138) im Jahr 107 n. Chr. erneut einen Krieg gegen die Kataphrakten und Bogenschützen der Jazygen führen. Der Grund dazu war nach dem siegreichen Einmarsch der römischen Armee in Dakien gelegt worden. Die Jazygen hatten sich zuvor mit den Römern verbündet. Sie erwogen die geschürte Hoffnung, nach einem siegreichen Abschluss des Feldzuges ihr unter Decebalus verlorengegangenes Territorium von Kaiser Trajan zurückzuerhalten. Doch dieser verweigerte nach der Einnahme Dakiens jegliche Gebietsabtretungen. Die Jazygen fühlten sich um ihre Beute betrogen und nahmen dies zum Anlass für einen Rachekrieg, der sich gegen die neugegründete Provinz Dakien richtete, da sie hofften, ihre verlorenen Gebiete doch noch zurückerobern zu können. In der sich für die Römer nun ergebenen unruhigen Lage wagte auch die besiegte dakische Bevölkerung einen Aufstand.
Etwa Anfang 117 begannen die Jazygen und Roxolanen gemeinsam, römisches Grenzgebiet in Dakien anzugreifen. Im Herbst 117 war Hadrian daher erneut an der Donaufront, übernahm die Führung des Feldzuges von Niedermösien aus und konnte die Kämpfe im Jahr 118 beilegen. Die besiegten Jazygen sollten gemeinsam mit den germanischen Quaden Roms Grenzen vor räuberischen Einfällen schützen. Jedoch blieben beide Stämme unberechenbar.

### Markomannenkriege

#### Erster Krieg

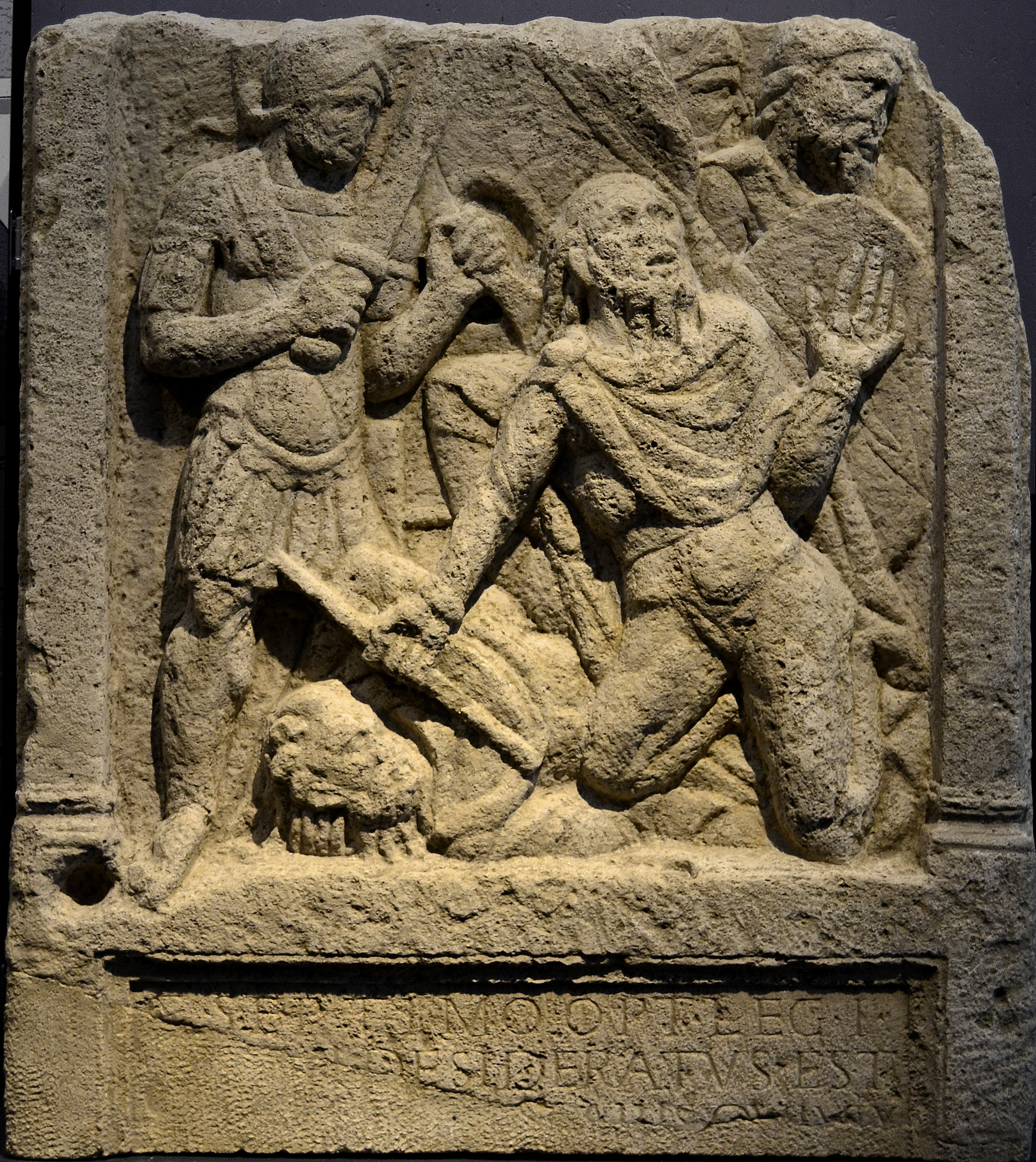
Römische Soldaten kämpfen während der Markomannenkriege gegen Germanen. Grabstein aus Brigetio, um 173 n. Chr.: Ae(lio) Septimo opt(ioni) leg(ionis) I / [Ad]i(utricis) desideratus est / [bello 3]aris qui vix(it); mögl. Übersetzung: „Dem Aelius Septimus, Unteroffizier der Legio I Adiutrix, vermisst im Krieg gegen die (N?)aristen, der lebte …“

Während der Markomannenkriege (166–180) waren die Jazygen neben den germanischen Markomannen, Quaden und Vandalen die Hauptgegner der Römer.
171 setzten Markomannen, Quaden und Jazygen über die Donau, verwüsteten die Grenzregionen und marschierten nach Italien. Die Quaden unterstützten nicht nur die Markomannen, sondern leisteten auch den Jazygen militärische Hilfe. Diese nutzten die gleichzeitige Unruhe unter den germanischen Völkern, um immer wieder Raubzüge über die Stromgrenze zu führen. Im Zuge ihrer Brandschatzungen auf römischem Gebiet wurden auch viele Menschen verschleppt. Zwischen 171 und 175 griff das unter viel Mühen aufgestellte römische Heer die drei Hauptgegner in deren eigener Heimat jenseits der Donau an. Gegen massiven, gut organisierten Widerstand wurden Siedlungen zerstört, die Bevölkerung versklavt und getötet sowie ihr Besitz abtransportiert. Nachdem 174 die Quaden von Kaiser Mark Aurel (161–180) niedergeworfen worden waren, richtete sich nun der Kampf gegen die sich hartnäckig wehrenden Jazygen in der Tiefebene. Im Frühjahr 175, kurz vor dem Sieg über diesen Gegner, musste der römische Kaiser auf eine Usurpation reagieren, belegte die Jazygen jedoch mit einem harten Friedensvertrag, um sie ein für alle Mal zu bändigen. So durften sie u. a. keine Schiffe mehr bauen und mussten alle existierenden Schiffe abliefern. Damit sollten erneute räuberische Donauüberquerungen außerhalb der Wintersaison unmöglich gemacht werden. Zudem wurde es den Jazygen verboten, die Donauinseln zu betreten und die römische Provinz Dakien zu durchqueren. Damit war den Besiegten der Weg nach Westen, Süden und Osten, das Betreten römischen Gebiets, versperrt. 179 wurden die Bedingungen, Dakien zu betreten, jedoch bereits wieder gelockert. Auch die Festlegung einer 30 Kilometer breiten Sperrzone entlang der Donaugrenze wurde noch im selben Jahr aufgehoben. Nur die Inseln blieben ihnen verwehrt. Weitere Punkte des Friedensvertrages waren die Auslieferung von Kriegsgefangenen und Überläufern sowie das Abhalten von regelmäßigen Volksversammlungen auf sarmatischem Gebiet unter Aufsicht römischer Beamter. Als Sicherheit hatten die Jazygen Geiseln zu stellen. Ein weiterer Punkt war die Verpflichtung, Rom jedwede militärische Hilfe im Kriegsfall zukommen zu lassen und einmalig ein genau festgelegtes Kontingent an Rekruten zur Verfügung zu stellen. Im Herbst 175 erhielten Mark Aurel und sein Sohn Commodus den Ehrentitel Sarmaticus (Maximus).

#### Zweiter Krieg
Doch die drei besiegt geglaubten Hauptgegner im mittleren Donauraum hielten sich nicht an die Friedensverträge. Offensichtlich überfielen Markomannen, Quaden und Jazygen nur wenige Jahre später erneut zahlreiche römische Militärlager. Der Kaiser und sein Sohn brachen daher am 3. August 178 zum Gegenangriff auf. 179 wurde das während des Ersten Markomannenkrieges eingerichtete Brückenkopfkastell Iža-Leányvár, das sich gegenüber dem Legionslager Brigetio befand, überrannt und niedergebrannt. In der Folge marschierte die römische Armee mit 20.000 Mann erneut in die Gebiete der Germanen und Sarmaten ein und schlug mit harter Hand zurück. Ziel war es, den Feinden die Lebensgrundlage zu entziehen und ihre Operationsmöglichkeiten einzuschränken. Daher richteten sich die Römer in den besetzten Gebieten ein und sperrten unter anderem deren Grenzen nach außen hin ab, um alle Fluchtmöglichkeiten und Hilfen von außen zu unterbinden. Diese Maßnahmen deuteten spätere antike Historiker als Zeichen, dass Mark Aurel vorgehabt habe, zwei neue Provinzen – Marcomannia und Sarmatia – einzurichten, was jedoch bis heute umstritten ist. Wie der Archäologe Sándor Soproni (1926–1995) feststellen konnte, legten die römischen Soldaten zumindest an einigen Punkten Erdwälle entlang der jazygischen Siedlungsgrenzen an, um die Kontrollen zu perfektionieren. Der während der Spätantike errichtete Limes Sarmatiae überlagerte später diese frühen Erdwerke. Mit dem Tod des Kaisers 180 und der Ernennung seines Sohnes Commodus zum Nachfolger scheint sich die Politik gegenüber den Besiegten rasch geändert zu haben. Offensichtlich kam es nun zu einem Friedensschluss. Im Herbst 180 wurde der Zweite Markomannenkrieg mit einem Triumphzug in Rom beendet.
Um zukünftig gegen Angriffe gewappnet zu sein, wurde von den Römern in der Folge der Ausbau beziehungsweise die Wiedererrichtung des Verteidigungssystems entlang der pannonischen Donaugrenze organisiert. Commodus ließ zum Abschluss dieser Arbeiten im Jahr 185 Bauinschriften aufstellen, die dies bestätigten. Eine wurde auf dem Gelände des Kastells Százhalombatta-Dunafüred entdeckt, eine weitere stammt aus Dunaújváros. Beide berichten vom Bau neuer Burgi entlang der Donau und von der Befestigung von Kastellen am gegenüberliegenden Ufer, um Flussübergänge gegen herumstreunernde Räuber zu sichern.

### Kriege unter den Soldatenkaisern
Kaiser Maximinus Thrax (235–238) führte von seinem niederpannonischen Hauptquartier in Sirmium (Sremska Mitrovica) aus in der zweiten Hälfte des Jahres 236 gleichfalls einen erfolgreichen Feldzug gegen die Jazygen und mit diesen verbündete Stämme des freien Dakien, die in die Provinz Dakien eingefallen waren. Nach dessen Abschluss bekamen er und sein Sohn, Maximus Caesar, noch 236 auch den Ehrentitel Sarmaticus Maximus verliehen.
Im für Rom politisch unsicheren 3. Jahrhundert nutzten die Jazygen gemeinsam mit den Roxolanen die Situation, um in den Jahren 259/260, während ihrer Raubzüge, bis an den Südwestrand der Provinz Pannonia superior vorzudringen. Auf dem nordöstlichen Gebiet des heutigen Sloweniens richteten sie dabei schwere Verwüstungen an. Unter Carus (282–283) brandschatzten die Jazygen erneut auf römischem Reichsgebiet, konnten jedoch 283 wieder zurückgeworfen werden. Im Laufe des 3. Jahrhunderts vermischten sich die in die Tiefebene eingewanderten und von Rom im Banat angesiedelten Roxolanen mit den Jazygen, wodurch sich umwälzende Veränderungen innerhalb der sarmatischen Kultur des pannonischen Beckens ergaben.

### Römische Befriedungsversuche

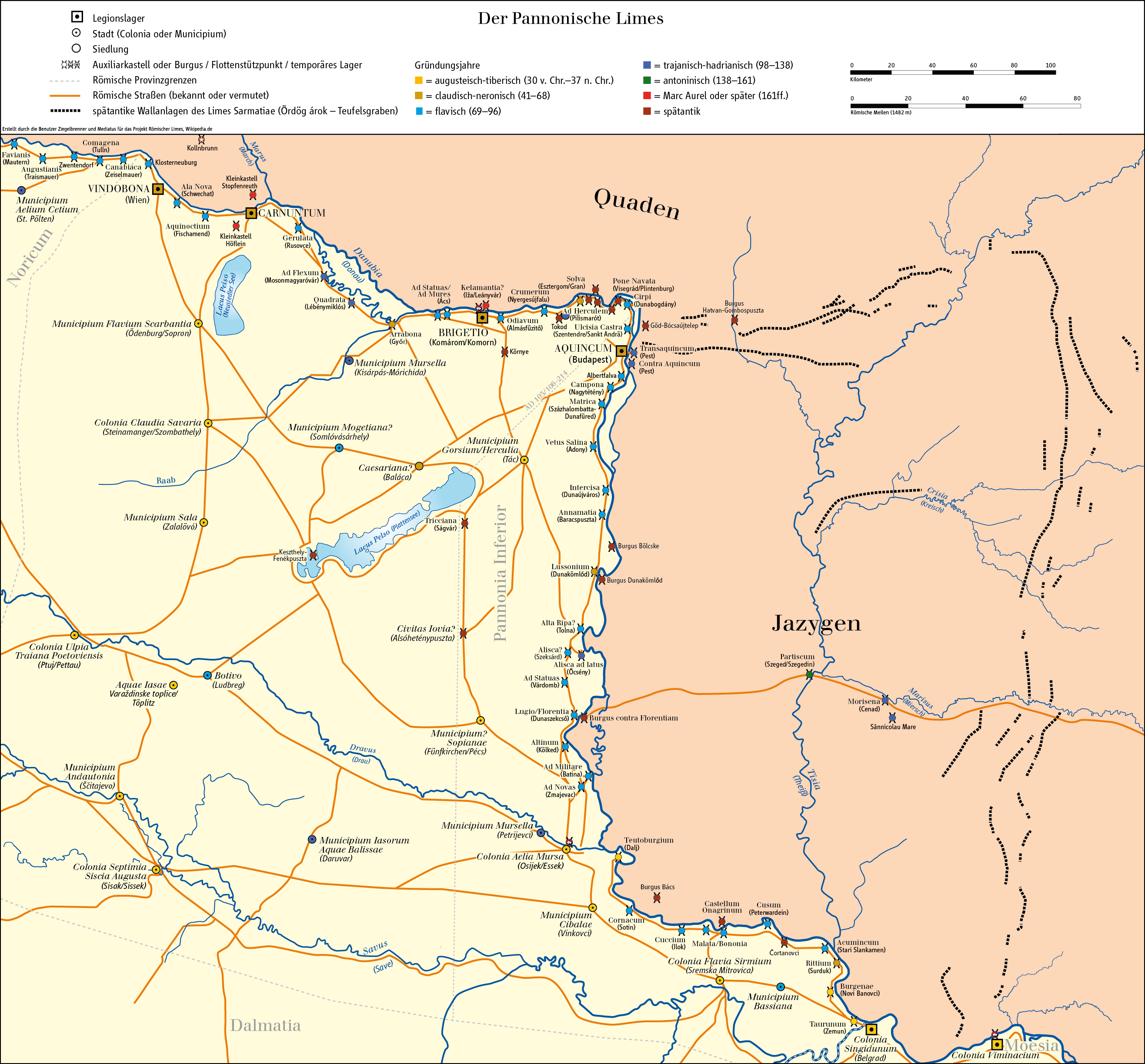
Pannonien und das Gebiet der Jazygen mit dem vorgelagerten spätantiken Wallsystem

Kaiser Diokletian (284–305) musste von seinem Hauptquartier in Sirmium 292 gegen die Sarmaten vorgehen und konnte den Gegner zurückwerfen. Doch bereits 294 rückte sein Mitkaiser (Caesar) Galerius (293–311) erneut gegen die Jazygen aus, um die Ordnung wiederherzustellen. 322 musste die Donaufront erneut verteidigt werden. Kaiser Konstantin der Große (306–337) bekämpfte in diesen Jahren die in der Provinz Pannonia Valeria einfallenden Jazygen, die im Bereich des Kastells Campona angriffen und die Wehranlage in Brand setzten. Dasselbe Jahr oder 323 nutzte auch der Gotenfürst Rausimodus für einen Raubzug über die Donau. Eine erneute Gefahr, die Konstantin wieder zu bannen wusste. Die geschwächten Jazygen mussten sich nun notgedrungen mit den Römern arrangieren und höchstwahrscheinlich einen Bündnisvertrag akzeptieren. Zur Sicherung der Donaugrenze ließ Konstantin unter anderem die Lager am unteren und mittleren Donaulimes aus- beziehungsweise umbauen.
Vermutlich noch während seiner Regierungszeit oder unter Kaiser Constantius II. (337–361) entstand nach römischen Plänen um das Siedlungsgebiet der Jazygen der Limes Sarmatiae, ein mächtiges, tiefgestaffeltes Erdwerk, das vom Donauknie nach Osten über die Theiß führte, am Ostrand der Tiefebene nach Süden abknickte und bei Viminatium, einer bedeutenden Militär- und Grenzstadt der Provinz Moesia, wieder auf die Donau stieß. Zusätzlich errichteten die Römer Militärposten entlang dieser Zone. Die Art der Anlage der Erddämme lässt annehmen, dass sie vor allem den nomadischen Völkern der Völkerwanderungszeit das Eindringen auf das Territorium der Jazygen erschweren sollten. Wie das Fehlen großer Truppenstandorte entlang des Limes Sarmatiae nahelegt, war für den Ernstfall zunächst keine vollständige Verteidigung dieser Demarkationslinie vorgesehen. Möglicherweise sollte sich dies mit dem nie vollendeten Bau des Kastells Göd-Bócsaújtelep auf sarmatischen Gebiet während der Regierungszeit Kaiser Valentinian I. (364–375) ändern. Zum Römischen Reich gehörte das Territorium der Jazygen trotz des Wallsystems nicht. Es hatte weiterhin seine Aufgabe als Pufferzone zu erfüllen. Außerdem konnten die Römer so den unsicheren Bündnispartner besser kontrollieren.
Im Jahr 332 kam es erneut zu einem Feldzug gegen die Goten. Er wurde auf Bitten der schwer bedrängten Sarmaten in Gang gesetzt. Konstantin nahm zu diesem Krieg auch seinen Sohn, den späteren Kaiser Constantius II. als Feldherrn mit. In dieser Funktion bekämpfte Constantius II. die anrückenden Gotenstämme und brachte ihnen an der Maros – nahe dem Limes Sarmatiae – eine schwere Niederlage bei. Das den Krieg beendende Gotenfoedus im selben Jahr, gilt als ein Glanzstück konstantinischer Außenpolitik. Nun stand ein Teil der Westgoten vertraglich in einem festen Bündnissystem mit Rom. Dies trug zur Befriedung des Grenzabschnitts zwischen den Karpaten und dem Schwarzen Meer bei und sicherte den Römern gegen jährliche Zahlungen militärische Waffenhilfe an der Donaugrenze durch den Bündnispartner zu.
In Teilbereichen der Sarmatengebiete herrschte jedoch noch immer keine Ruhe. Um gegen die Goten gewappnet zu sein, hatte der im Banat siedelnde sarmatische Stamm der Argaraganten das von ihnen unterjochte Brudervolk der Limiganten bewaffnet, um zusätzliche Kämpfer ins Feld führen zu können. Doch die Limiganten nutzen diese Gelegenheit, ihre Unterdrücker abzuschütteln. Der bürgerkriegsähnliche Aufstand zog sich hin, doch in diese innersarmatische Angelegenheit mischten sich die Römer nicht ein. Sie boten aber 334 n. Chr. einem Teil der durch die Kämpfe heimatlos gewordenen Argaraganten neue Wohnsitze auf römischem Reichsgebiet südlich der Donau an. Diese Umsiedlungen wurden vom Kaiser persönlich überwacht.

### Ende des römischen Einflusses
Die Verstärkung des pannonischen Donaulimes mit Kastellen, Burgi und Ländeburgi im Barbaricum wurde unter Valentinian I. durch die militärischen Oberbefehlshaber der Provinz, Terentius und insbesondere den begabten, aber rasch wieder abgesetzten Frigeridus, bis 373 erheblich forciert. Binnen kürzester Zeit konnte mit Hilfe der zahlreichen neuen Militärposten ein noch engmaschigeres Verteidigungsnetz geknüpft werden. Die auch auf den Gebieten der Quaden und Jazygen errichteten Ländeburgi garantierten einen abgesicherten Donauübergang der römischen Truppen im Ernstfall. Diese Aktivitäten forderten den am Ostufer und nördlich der Donau siedelnden Stamm der Quaden heraus, der sich durch Valentinians neue, waffenstarrende Sicherheitsmaßnahmen deutlich bedrängt fühlte. Als ihr König Gabinius aufgrund einer vertragswidrigen und anmaßenden Gebietsberaubung im Zuge des Grenzausbaus am sarmatischen Limes Verhandlungen mit Rom einforderte, erhielt er eine Einladung aus der pannonischen Donauprovinz Valeria. Während des folgenden Banketts wurde der germanische König heimtückisch ermordet. Die Römer hatten dem angereisten König nur zum Schein Verhandlungen angeboten. Je nach Quelle (Zosimos und Ammianus Marcellinus) war für diese Tat ein Celestius oder Marcellianus, der seit 373 amtierende dux, dafür verantwortlich. Darauf kam es zu einem Rachefeldzug der erzürnten Quaden. Sie verbündeten sich mit Nachbarvölkern, allen voran die Jazygen, überquerten zur Erntezeit die Donau und brachten Tod und Verwüstung zu den völlig überraschten Bewohnern Pannoniens. Die grobe Stoßrichtung der Angreifer – Richtung Süden – kann durch eine ebenfalls von Ammianus Marcellinus überlieferte Episode ermittelt werden. So befand sich die Tochter von Constantius II., Constantia, gerade auf dem Weg von Constantinopolis nach Augusta Treverorum (Trier). Sie sollte dort mit dem Caesar Gratian verheiratet werden. Nur durch die rasche Hilfe des Rector provinciae (Statthalters) der Provinz Pannonia Secunda konnte die Tochter in die nahegelegene Provinzhauptstadt Sirmium gerettet werden. Die Angriffsrichtung Richtung Süden über die Donau war für die Jazygen aber insbesondere für die nördlich der pannonischen Tiefebene siedelnden Quaden ungewöhnlich. Da der massive Ausbau der valentinianischen Donausicherungen zwischen der Westgrenze Pannoniens bis südlich von Lussonium (Dunakömlőd) jedoch schon weit fortgeschritten war, wären die alten Angriffswege nur unter schwersten Verlusten möglich gewesen. Im Süden jedoch boten sich damals noch viele offene Stellen durch den Sperrriegel. Valentinian marschierte im Juni 374 mit einer schlagkräftigen Armee in Pannonien ein. Die Truppen unter Führung des dux Moesiae, des jüngeren Theodosius, vertrieben noch im gleichen Jahr die Invasoren und stellten die Befestigungen am pannonischen Limes wieder her. Valentinian wiederum setzte bei Aquincum mit seinen Einheiten über die Donau, drang tief in die Stammesgebiete ein und zwang die Quaden zum Abschluss eines Vertrages. Während einer Audienz für Abgesandte der Jazygen und Quaden im Legionslager von Brigetio erlag er jedoch am 17. November 375 vermutlich einem tödlichen Schlaganfall. Schon bald nach seinem Begräbnis und im Zuge der Auswirkungen der Niederlage der Römer in der Schlacht von Adrianopel (378) musste der Limes Sarmatiae endgültig aufgegeben werden.

### Ende der jazygischen Kultur
Die Kultur der Jazygen hat das 4. Jahrhundert offenbar nicht überdauert. Die Endphase wird unter anderem durch ein reich ausgestattetes, wohl ostgotisches Frauengrab erhellt, das in Karavukovo (Bácsordas), ergraben wurde. Die Grablege nahe am südpannonischen Donaulimes war reich ausgestattet. Für die Datierung entscheidend erwies sich ein stempelfrischer Solidus, der während der Regierungszeit des Kaisers Theodosius II. (408–450) im Jahr 443 geprägt wurde. Die Fundstelle zeugt davon, dass sich auf dem einstigen Territorium der Jazygen nun auch andere Volksstämme befanden, die im Zuge der Völkerwanderung eine neue Zeit einläuteten.

## Leben
Zu den Lebensgewohnheiten der Jazygen gehörte es, Pferdefleisch zu essen und Sklaven zu halten. Sie wohnten in einfachen Grubenhäusern und schätzten römische Luxusgüter wie von weither importierte Terra Sigillata. Doch auch dakische und germanische Funde zeigen, dass dieses Volk viele Kontakte nach außen hin pflegte. Ein Bestandteil ihrer Ausrüstung als Krieger waren Schuppenpanzer, die sie aus dem Horn von Pferdehufen fertigten. Viele der im ganzen römischen Reich angesiedelten Sarmaten (die Notitia Dignitatum nennt allein 18 Zentren sarmatischer Siedlung in Gallien und Italien) kämpften mit ihren lanzentragenden Kataphrakten in römischen Armeen und erlangten so das römische Bürgerrecht. Berühmt waren auch die berittenen Bogenschützen der Sarmaten, die mit Reflexbögen von großer Reichweite und Durchschlagskraft sogar rückwärts gewandt schießen konnten (siehe Parthisches Manöver). Eine wirkungsvolle Taktik der sarmatischen Stämme war es, ihre Gegner durch Scheinrückzüge in Hinterhalte zu locken. Von der jazygischen Bestattungskultur zeugen unter anderem viele reich ausgestattete Frauengräber.